# Kasper Dembiński
Kasper Dembiński (Dembieński) herbu Rawicz (zm. przed 16 maja 1620 roku) – marszałek koła prokonwokacyjnego na sejmie elekcyjnym w 1587 roku, podkomorzy mielnicki w latach 1580–1600, dworzanin Zygmunta II Augusta, Henryka Walezego i Stefana Batorego, rotmistrz w wojnie polsko-rosyjskiej 1577-1582, rotmistrz wojska powiatowego województwa krakowskiego w 1589 i 1607 roku.
Jego żoną była Krystyna Uhrowiecka herbu Suchekomnaty, późniejsza żona Zbigniewa Sienieńskiego (zm. 1633).
Studiował w Lipsku w 1563 roku.
W 1587 roku podpisał elekcję Maksymiliana III Habsburga.
Poseł na sejm pacyfikacyjny 1589 roku z województwa podlaskiego. W 1589 roku był sygnatariuszem ratyfikacji traktatu bytomsko-będzińskiego na sejmie pacyfikacyjnym. Poseł na sejm 1590 roku z województwa krakowskiego. Był posłem województwa krakowskiego na sejm 1600 roku.
Uczestnik rokoszu Zebrzydowskiego, 24 czerwca 1607 roku podpisał pod Jeziorną akt detronizacji Zygmunta III Wazy.